# دو افسانه
«دو افسانه» مجموعه‌ای از دو داستان کوتاه اثر رولد دال است که اولین بار در سال ۱۹۸۶ توسط انتشارات وایکینگ در انگلستان و در سال ۱۹۸۷ توسط انتشارات فرار، اشتراوس و ژیرو در ایالات متحده منتشر شد.
شامل دو داستان زیر است:
- «شاهزاده خانم و شکارچی غیرقانونی»
- «شاهزاده خانم مامالیا»[۱]